# Saype

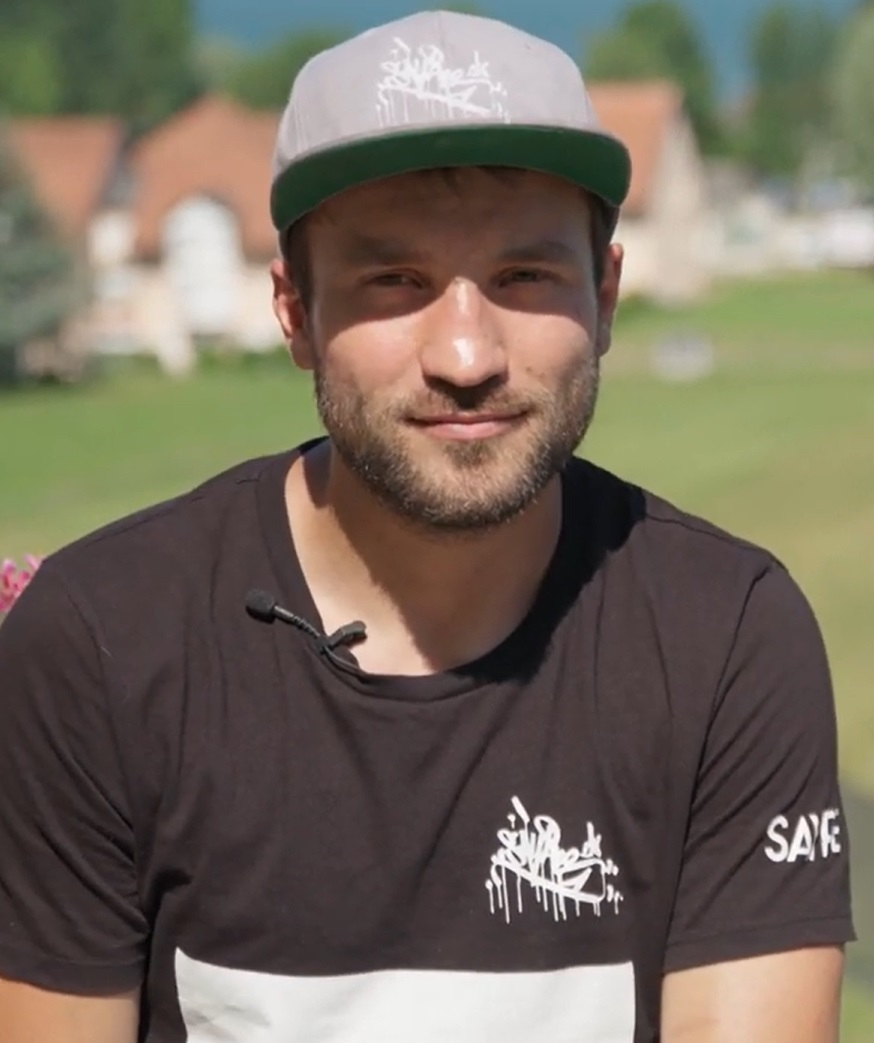
Saype im Jahr 2019

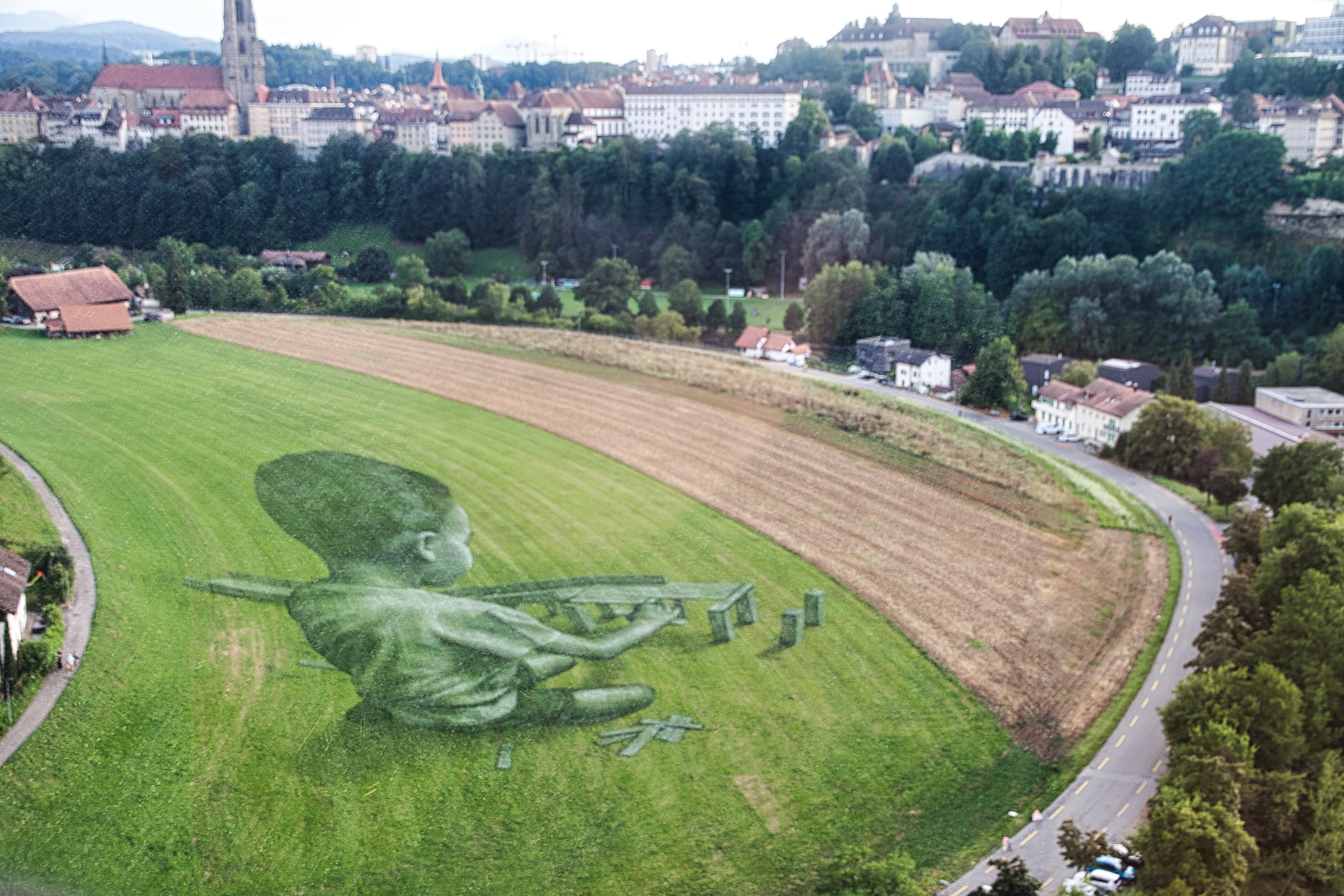
Bridges?, ein monumentales Graffito von Saype am Fuss der Poyabrücke in Freiburg, Schweiz

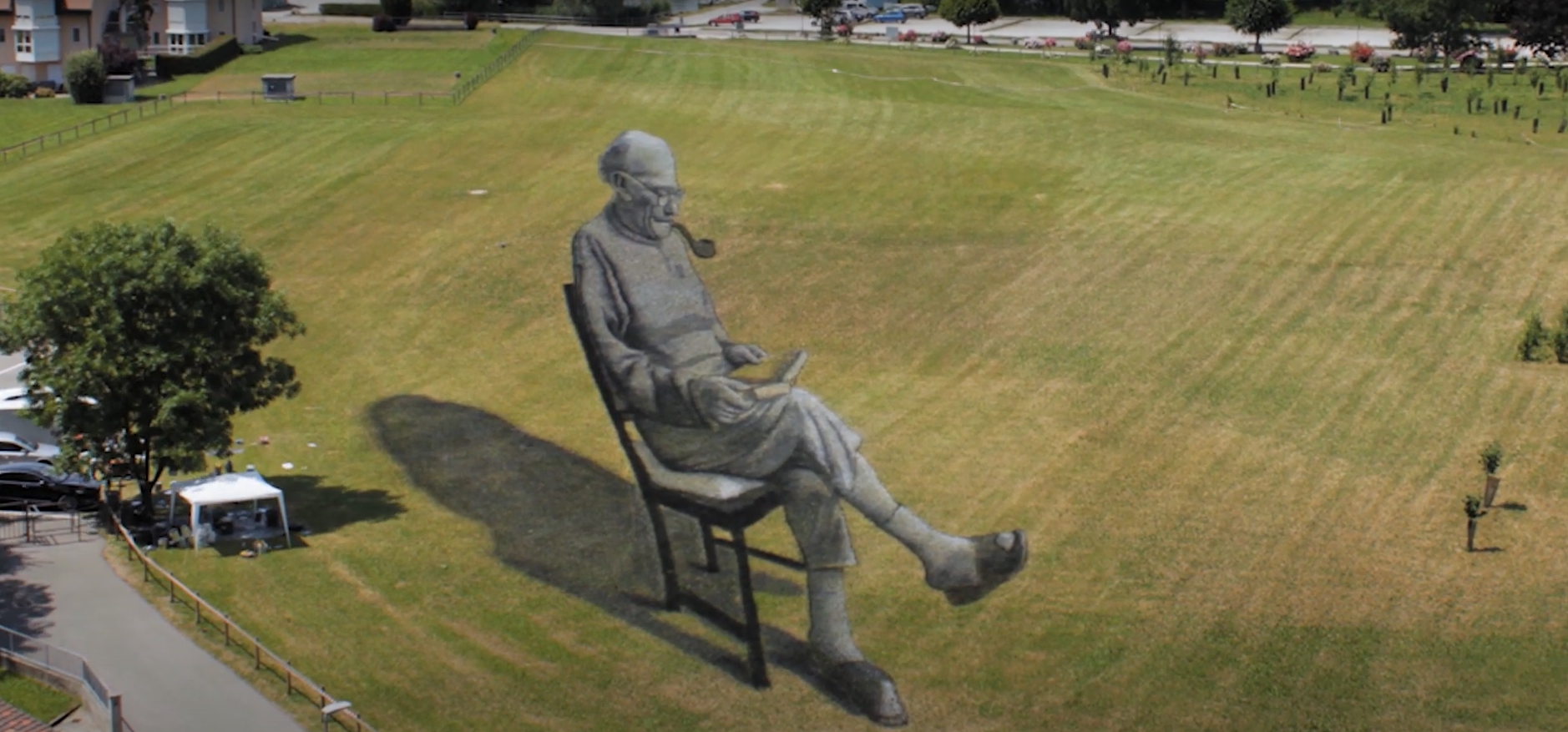
Saype am ArtiChoke-Festival 2019 in Estavayer-le-Lac

Saype (Künstlername von Guillaume Legros, geboren am 17. Februar 1989 in Belfort) ist ein französisch-schweizerischer Künstler im Bereich Land Art/Streetart. Er schafft monumentale Graffiti auf Gras, Erde, Sand oder Schnee mit biologisch abbaubaren Farben. Seine vergänglichen Bilder thematisieren Solidarität und Kreativität in globalen Krisen.

## Leben
Saype wuchs in Évette-Salbert, unweit der schweizerisch-französischen Grenze, auf. Nach dem Baccalauréat machte er eine Ausbildung in Pflege, deren menschliche Seite ihn begeisterte. Mit dem Pflegefachdiplom fand er eine Arbeitsstelle in der Schweiz. Dies empfand er als Rückkehr zu den Wurzeln, denn sein Urgrossvater stammte aus Biel/Bienne. Einige Zeit lebte er im Kanton Freiburg und im Schweizer Jura.

## Werdegang
Als Teenager kreierte er seine ersten Graffiti unter dem Pseudonym SAYPE, eine Abkürzung für «Say Peace». Mit 16 Jahren stellte er erstmals in einer Galerie aus. Von Anfang an war ihm die Botschaft seiner Werke wichtig. Die Lektüre von Literatur über Buddhismus und über Ökologie weckte das Bedürfnis, in der Natur auf Wiesen zu malen, ohne die Natur zu schädigen. Als Autodidakt brachte er sich verschiedene Maltechniken bei und richtete sich seine eigene Werkstatt ein. Er entwickelte Farben, die sich für die Grasmalerei eignen und der Natur nicht schaden. Als 2012 Drohnen für die allgemeine Bevölkerung gebräuchlich wurden, integrierte er die Perspektive von oben in sein Schaffen. So kam Saype schrittweise von der urban geprägten Kunst der Graffiti, der Streetart, zu seiner eigenen Form der Land Art. Sein 10'000 m² grosses Bild Qu’est-ce qu’un grand Homme? auf einer Bergflanke in Leysin verschaffte ihm internationale Beachtung. Heute gilt Saype als international einflussreiche Persönlichkeit in Kunst und Kultur und Pionier in der Grasmalerei.
Saype ist überzeugt, dass Kunst einen Einfluss auf die Welt haben kann. Er engagierte sich für SOS Méditerranée. In diesem Zusammenhang schuf er Message for Future, ein Grasgemälde im internationalen Genf, das ein im Rasen sitzendes Mädchen darstellt. Es stösst ein Papierschiffchen in den See. Das Bild soll 120 Millionen Menschen weltweit berührt haben. Die Wirkung des Bildes öffnete weitere Türen. In Paris startete er im Jahr 2019 das Projekt Beyond Walls, mit dem er um die Welt reiste. Es zeigt zwei sich an den Armen ergreifende Hände, keine Begrüssungsgeste, sondern ein Symbol für gegenseitige Hilfe.

## Technik
Saype verbindet Techniken der Streetart mit Postulaten der späten Land Art. Um die Natur zu schonen, entwickelte er eigene Farben, die ökologisch abbaubar sind. Es handelt sich um Kasein-Tempera. Diese setzen sich im Wesentlichen aus Holzkohle, Kreide und Wasser zusammen und sind mit Kasein gebunden. Dadurch widerstehen sie für eine gewisse Zeit den Wettereinflüssen in der Umgebung.
Seine Sujets entwirft der Künstler zuerst auf einem Blatt Papier. Er legt danach über die Zeichnung ein Raster, das ihm hilft, seine Zeichnung um ein Vielfaches zu vergrössern und auf eine Wiese, einen Berghang oder auf eine Sand- oder Schneefläche zu übertragen. Dabei steckt er im Gelände sein Koordinatennetz mit kleinen Holzpflöcken ab, die er in den Boden rammt. Auf die gleiche Weise markiert er mit Holzpflöcken einige Orientierungspunkte seiner Zeichnung. Dann trägt er mit seiner Spritzpistole erste Konturen auf. Eine Drohne hilft bei der Übertragung der Papierzeichnung auf die grossflächige Grasmalerei.
Seine monumentalen Werke wollen zum Nachdenken anregen. Allein die Kurzlebigkeit seiner Grasmalereien, die im Verlauf einiger Wochen vom Wind verweht, vom Regen ausgewaschen oder vom Gras überwachsen sind, erinnert an die Vergänglichkeit des Lebens. Saype wählt symbolhaltige Sujets wie etwa spielende Kinder als Hinweis auf die Zukunft oder Brücken als Symbol für die Überwindung von Abgründen und die Vermittlung zwischen Gegensätzen durch Kommunikation. Oft verstärken symbolträchtige Orte wie das Champ de Mars vor dem Eiffelturm oder das Gelände vor dem UNO-Gebäude in Genf oder jenes in New York die Botschaft des Gemäldes. Auch Ereignisse spielen bei einigen Werken eine bedeutende Rolle: So entstand das Projekt Beyond Walls, als SOS Méditerranée Schwierigkeiten bekam, im Mittelmeer Flüchtlinge zu retten, und deswegen auf internationale Hilfe angewiesen war. Zum 30-Jahr-Jubiläum des Mauerfalls kreierte Saype auf zwei nahe beieinander liegenden Gärten in Berlin weitere Bilder.

## Land-Art-Werke (Auswahl)
- 2015: L’amour, 1'600 m², La Clusaz (Frankreich)
- 2016: Qu’est-ce qu’un grand homme?, 10'000 m², Leysin (Schweiz)
- 2017: Le mineur, 4'000 m², Bévilard (Schweiz)
  - Un grand homme et l’avenir, 4'000 m², Niederanven (Luxemburg)
  - A story of Future, 6'000 m², Rochers de Naye (Schweiz)
- 2018: Take care of Future, 8'000 m², Huila (Kolumbien)
  - Present By Future, 6'000 m², Belfort (Frankreich)
  - Ecology as a tradition, 4'000 m², Woronesch (Russland)
  - Which legacy?, 2'000 m², Vevey (Schweiz)
  - Message from Future, 6'000 m², Genf (Schweiz)
- 2019: In the world hands, 5'000 m², Buenos Aires (Argentinien)
  - Beyond Walls, step 1: Paris, 15'000 m², Paris (Frankreich)
  - Beyond Walls, step 2: Andorre, 4'000 m², Engolasters (Andorra)
  - Beyond Walls, step 3: Geneva, 5'000 m², Genf (Schweiz)
  - Beyond Walls, step 4: Berlin, 4'000 m², Berlin (Deutschland)
- 2020: Beyond Walls, step 5: Ouagadougou, 5'000 m², Ouagadougou (Burkina Faso)
  - Beyond Walls, step 6: Yamoussoukro, 18'000 m², Yamoussoukro (Elfenbeinküste)
  - World in progress, 6'000 m², UNO-Sitz in Genf (Schweiz)
  - Beyond Walls, step 7: Turin, 6'400 m², Turin (Italien)
  - Beyond Walls, step 8: Istanbul, 6'300 m², Istanbul (Türkei)
- 2021: Beyond Walls project, step 9: Cape Town, 6'000 m², Kapstadt (Südafrika)
  - Beyond Walls project, step 10: Ouidah, 1'000 m², Ouidah (Benin)
  - World in progress II, 11'000 m², UNO-Hauptquartier in New-York City (USA)
  - Beyond Walls project, step 11: EXPO 2020, 1'500 m², Dubai (Vereinigte Arabische Emirate)
- 2022: World in progress III, 7'200 m², UN Garden, Nairobi (Kenia)
  - Beyond Walls project, step 13: Venice, 240 m², Venedig (Italien)
  - Beyond Walls project, step 14: Belfast, 10.800 m², Belfast (Vereinigtes Königreich)
  - Beyond Walls project, step 15: Rio de Janeiro, 1'500 & 825 m², Rio de Janeiro (Brasilien)
  - Beyond Walls project, step 16: Brumadinho, 3'000 m², Brumadinho (Brasilien)
- 2023: Towards good ideas ?, 11'250 m², Ibri (Oman)
  - Beyond Walls project, step 17: Japan, Okinawa, Nagasaki, Fuji, Tokio (Japan)
  - Beyond Walls project, step 18: Montreal, 4'900 m², Montreal (Kanada)
  - In our hands, 8'200 m², Oropesa (Spanien)
  - Beyond Walls project, step 19: Hatay (Defne), 750 m², Defne (Türkei)
- 2024: Bright Dreams, 4'500 m², Zürich (Schweiz)
  - Bridges?, 13'600 m², Freiburg (Schweiz)

## Auszeichnungen, Ehrungen
- 2019: Aufgenommen in die Forbes-Liste der unter dreissigjährigen Persönlichkeiten im Bereich Kunst und Kultur in Europa[10]